# هنديجان
هنديجان هي مدينة إيرانية تقع في القسم المركزي من مقاطعة هنديجان في محافظة خوزستان. حسب إحصاءات المركز الرسمي للإحصاءات الإيرانية في 2006 كان يسكن هنديجان 25100 شخص.